# Bertkow
Bertkow is een voormalige gemeente in de Duitse deelstaat Saksen-Anhalt, en maakt deel uit van het Stendal. Sinds 1 januari 2009 behoort het dorp tot de gemeente Goldbeck. Bertkow telt 316 inwoners.

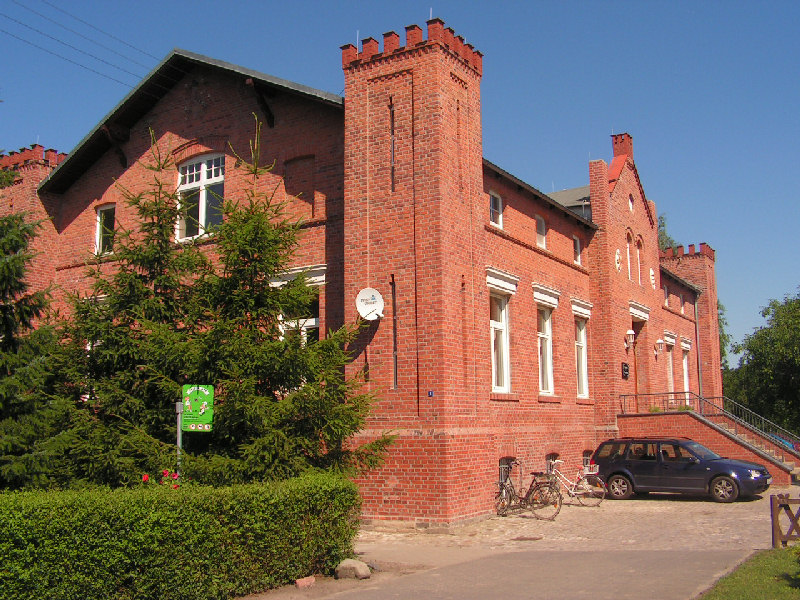
Slot Bertkow